# Dreieckstheorie der Liebe

Dreiecksmodell der Liebe

Die Dreieckstheorie der Liebe (englisch: triangular theory of love) geht davon aus, dass sich Liebe aus den drei Komponenten Vertrautheit, Leidenschaft und Entscheidung bzw. Bindung zusammensetzt, die in Form eines Dreiecks dargestellt werden können, welches nach den Kombinationen der drei Komponenten die acht Arten der Liebe ergibt. Erste Anfänge dieser Theorie wurden 1984 von dem Psychologen Robert Sternberg vorgestellt, der sich zuvor mit verschiedenen Intelligenzmodellen auseinandergesetzt hatte und aus seinen Erkenntnissen versuchte, ein Modell für Liebesbeziehungen zu entwickeln.

## Drei Komponenten der Liebe
Sternberg führt in seinem Modell der Liebe drei Komponenten auf, die sich gegenseitig beeinflussen und auch zusammen auftreten können. Die Komponenten sind dabei nach den unterschiedlichen Formen der Liebe und der Beziehungsdauer verschieden stark ausgeprägt.
- Vertrautheit bzw. Intimität ist mit Sympathie verbunden und enthält positive Gefühle wie Nähe, Respekt und Wertschätzung des Partners, emotionale Bindung, gegenseitiges Vertrauen, Gebundenheit und Verbundenheit, Intimität, Behaglichkeit, den Wunsch nach Wohlbefinden, Wärme, Glücksgefühle, Zuverlässigkeit, Gemeinschaftlichkeit und den Sinn in der Beziehung zu teilen und gegenseitige emotionale Unterstützung. Diese Komponente kann daher auch als emotionale Komponente der Liebe gesehen werden.
- Die Leidenschaft wird in der Theorie als Komponente für die Motivation gesehen, da sie eine hohe Aktivierung fördert. Leidenschaft löst Gefühle von Hingezogenheit zum Partner aus, von Nähe, dem Wunsch nach körperlicher Hingabe und dem Wunsch, dass der Partner dasselbe empfindet. Dabei stehen Leidenschaft und Vertrautheit in einer Wechselwirkung. Die Leidenschaft wird im Gegensatz zur Vertrautheit als motivationale und nicht emotionale Komponente gesehen. Motive für Leidenschaft können die Vermeidung von Einsamkeit, Dominanz und Unterwürfigkeit und sexuelle Bedürfnisse sein. Die Stärke nach diesen Bedürfnis hängt dabei von unterschiedlichen Faktoren, wie zum Beispiel der Art der Beziehung, der Situation und eigenen Stimmung und dem Verhalten des Partners ab.
- Entscheidung bzw. Bindung ist die kognitive Komponente in einer Liebesbeziehung. Hierbei lässt sich zwischen der kurzfristigen und der langfristigen Komponente unterscheiden. Bei der langfristigen Komponente wird die Entscheidung getroffen, die Beziehung auch nach längerer Zeit weiter zu pflegen. Ebenso kann der Mensch sich aber auch nur für eine kurzfristige Bindung entscheiden.

## Die acht Arten der Liebe
Sternberg geht davon aus, dass Menschen in ihrem Leben unterschiedliche Arten von Liebe bzw. Beziehungen durchlaufen. Dabei können Änderungen sowohl bei anderen Partnern als auch dem gleichen Partner auftreten und situationsbedingte Einflüsse können zu Veränderungen führen. Sternberg nennt die folgenden acht Arten von Liebe:
- Nicht-Liebe: Keine der drei Komponenten ist erfüllt. Die Beziehung erweist sich daher als sehr oberflächlich und kühl.
- Mögen (Liking): Die Komponente Vertrautheit bzw. Verbundenheit ist erfüllt. Gefühle, die hier empfunden werden, sind charakteristisch für kurze Beziehungen und Freundschaften.
- Verliebtheit (Infatuation): Vorrangig tritt hier die Komponente Leidenschaft auf. Diese Form der Liebe wird auch als Liebe auf den ersten Blick beschrieben, da sie zwar sehr schnell stattfindet, aber auch sehr schnell wieder vergehen kann. Dabei können psychophysiologische Faktoren wie erhöhte Herzfrequenz, Herzklopfen oder vermehrte Hormonausschüttung (hauptsächlich Serotonin und Dopamin) auftreten. Diese Form der Liebe findet sehr häufig statt, da aus Sicht der Wahrnehmungspsychologie solche Entscheidungen bereits in wenigen Sekunden auf Basis der Attraktivität des Gegenüber, ohne weitere Informationen zu haben, getroffen werden.
- Leere Liebe: Bei dieser Form der Liebe wird die Komponente Entscheidung bzw. Bindung beansprucht. In langfristigen Bindungen kann die Vertrautheit und Leidenschaft nachlassen oder komplett verschwinden. Dennoch versuchen Paare in dieser Art der Liebe, ihre Beziehung aufrechtzuerhalten, weil sie sich einmal dafür entschieden haben. Gründe können zum Beispiel gemeinsame Kinder oder gemeinsames Eigentum sein.
- Romantische Liebe: Hierbei fehlt es meist an der Komponente Entscheidung bzw. Bindung. Jedoch sind Leidenschaft und Vertrautheit stark ausgeprägt. Diese Beziehungen werden daher auch mit Paaren aus klassischen romantischen Werken wie Romeo und Julia oder Tristan und Isolde verglichen.
- Kameradschaftliche Liebe (Companionate Love): Diese Form der Liebe basiert auf Vertrautheit und Entscheidung bzw. Bindung. Da allerdings die Leidenschaft fehlt, findet die Entscheidung, eine tiefgehende und langfristige Beziehung einzugehen, nicht statt. Typische Beispiele für diese Form der Liebe sind langfristige Freundschaften und die Geschwisterliebe.
- Einfältige Liebe (Fatuous Love): Bei dieser Form der Liebe fehlt es an Vertrautheit. Sie findet statt, wenn Menschen zu schnell Bindungen eingehen, das hat zur Folge, dass die Beziehungen meist nur kurzfristig bestehen.
- Vollkommene Liebe (Consummate Love): Diese Form der Liebe wird von vielen angestrebt, aber von den wenigsten erreicht und setzt voraus, dass alle drei Komponenten erfüllt sind. Sie kann in langfristigen Beziehungen vorkommen, allerdings nur zeitlich begrenzt, da die Komponente Leidenschaft nicht ewig stabil bleibt.

Tabellarisch lassen sich die Arten der Liebe wie folgt darstellen:
|                          | Vertrautheit bzw. Intimität | Leidenschaft | Entscheidung bzw. Bindung |
| ------------------------ | --------------------------- | ------------ | ------------------------- |
| Nicht-Liebe              |                             |              |                           |
| Mögen                    | x                           |              |                           |
| Verliebtheit             |                             | x            |                           |
| Leere Liebe              |                             |              | x                         |
| Romantische Liebe        | x                           | x            |                           |
| Kameradschaftliche Liebe | x                           |              | x                         |
| Einfältige Liebe         |                             | x            | x                         |
| Vollkommene Liebe        | x                           | x            | x                         |